# Jan Prosowicz
Jan Prosowicz (ur. 27 grudnia 1957 w Prudniku) – polski bokser i górnik.

## Życiorys
Syn Czesława i Kazimiery z domu Stawarz. Uczęszczał do Liceum Ekonomicznego w Prudniku.
Karierę bokserską rozpoczął w 1972 w wadze papierowej jako zawodnik sekcji pięściarskiej Pogoni Prudnik. Od 1974 był reprezentantem Opolszczyzny w wadze muszej w meczach juniorów o puchar GKKFiT. Był złotym medalistą mistrzostw Opolszczyzny juniorów, a w 1976 zdobył tytuł Międzynarodowego Wicemistrza Opolszczyzny seniorów, przegrywając na punkty finał z Pazurem, byłym mistrzem Polski.
W 1976 w Strzelcach Opolskich otrzymał „kółko olimpijskie” od Polskiego Związku Bokserskiego. Zakończył karierę sportową w 1977, kiedy rozwiązano sekcję pięściarską Pogoni Prudnik.
Pracował jako górnik w KWK Pstrowski w Zabrzu i KWK ZMP w Żorach. W 1992 za całokształt pracy jako sportowiec i górnik został odznaczony Złotym Krzyżem Zasługi.